# Lester Eriksson
Erik Lester Eriksson (* 16. November 1942 in Nynäshamn, Schweden; † 26. Oktober 2021 in Mogán, Spanien) war ein schwedischer Schwimmer.

## Karriere
Lester Eriksson begann in den 1950er Jahren mit dem Schwimmsport. 1958 nahm er erstmals an den Schwedischen Meisterschaften teil und konnte direkt in ein Finale einziehen. Im weiteren Verlauf seiner Karriere folgten 17 Goldmedaillen bei Schwedischen Meisterschaften.
Nach seiner Zeit beim Militär in Umeå steigerte er, trainiert von Åke Johansson beim Simklubben Neptun, sein Trainingspensum auf 2,5 km pro Tag. 1964 wurde er für die Olympischen Sommerspiele 1964 in Tokio nominiert. Im Wettkampf über 100 m Freistil belegte er Rang 28 und im Staffelwettkampf über 4 × 200 m Freistil wurde er mit dem schwedischen Quartett Fünfter. Es folgten ein Jahr später zwei Bronzemedaillen mit der Staffel bei den Europameisterschaften in Utrecht. 1967 stellte er bei einem Wettkampf in Bremen drei schwedische Rekorde über 100, 200 und 400 m Freistil auf.
Bei den Olympischen Sommerspielen 1968 startete Eriksson im Wettkampf über 100 und 200 m Freistil, sowie in den Staffelwettkämpfen über 4 × 100 m Freistil, 4 × 200 m Freistil und 4 × 100 m Lagen.